# Stefan Crepon
Stefan Crepon (* 21. Juli 1996) ist ein französischer Schauspieler. Er wird auch unter den Namen Stefan Crépon oder Stéfan Crépon gelistet.

## Leben und Wirken
In seiner ersten Fernsehrolle war Stefan Crepon als Kinderdarsteller in zwei Folgen der französischen Familienserie Famille d’accueil (2011) zu sehen. Von 2017 bis 2020 absolvierte er eine professionelle Schauspielausbildung am renommierten Conservatoire national supérieur d’art dramatique (CNSAD) in Paris. In dieser Zeit zählten u. a. Xavier Gallais, Nicolas Lormeau, Daniel Martin, Mariette Navarro, Robin Renucci und Guillaume Vincent zu seinen Mentoren. Im dritten und letzten Jahr seiner Ausbildung war Crepon u. a. unter der Ko-Regie Alain Françons in dem Theaterstück Tchekhov trois fois quatre zu sehen. Ein internationales Austauschprogramm führte ihn auch an die Bayerische Theaterakademie August Everding in München.
Noch während seiner Schauspielausbildung begann Crepon in ersten Filmen in Erscheinung zu treten. So übernahm er die Hauptrolle des gelangweilten Heranwachsenden Eliott in     Jeanne Sigwalts 17-minütigen Kurzfilm L’eau dans les yeux (2017). 2018 gehörte er zum Schauspielensemble von Cédric Kahns preisgekröntem Jugenddrama Auferstehen an. Im selben Jahr erhielt er einen größeren Part in der vierten Staffel der auf Canal+ ausgestrahlten Spionageserie Büro der Legenden (2018–2020) mit Mathieu Kassovitz bzw. Mathieu Amalric in den Hauptrollen. Die wiederkehrende Rolle des Geheimagenten César Morin („Peacemaker“) übernahm er auch in der fünften Staffel. Daneben gehörte Crepon zum Schauspielensemble von Philippe Garrels Das Salz der Tränen (2020) und wurde neben Omar Sy als aalglatter Ganove Philippe Courbet für drei Folgen der Netflix-Serie Lupin (2021) gewonnen. Im selben Jahr stand er für den französischen Fernsehfilm Nachsaison (2021) mit Emmanuelle Devos und Éric Caravaca vor der Kamera.
Im Jahr 2022 erhielt Crepon eine größere Kinorolle in François Ozons Drama Peter von Kant, der als Eröffnungsfilm der Berlinale ausgewählt wurde. In der freien Adaption von Rainer Werner Fassbinders Die bitteren Tränen der Petra von Kant (1972) wurde er als misshandelter und gedemütigter Assistent von Titelheld Denis Ménochet besetzt. Die Rolle war in Fassbinders Werk von Irm Hermann interpretiert worden. Crepons Leistung als Karl brachte ihm bei der Verleihung der französischen Filmpreise César und Prix Lumières jeweils eine Nominierung als bester Nachwuchsdarsteller ein.
In seiner Freizeit widmet sich Stefan Crepon dem Klettersport.

## Filmografie
- 2011: Famille d’accueil (Fernsehserie, 2 Folgen)
- 2017: L’eau dans les yeux (Kurzfilm)
- 2018: Auferstehen (La prière)
- 2018–2020: Büro der Legenden (Le bureau des légendes, Fernsehserie, 15 Folgen)
- 2019: L’heure bleue (Kurzfilm)
- 2019: Horrible chanson (Kurzfilm)
- 2020: Das Salz der Tränen (Le sel des larmes)
- 2021: Homme sage (Kurzfilm)
- 2021–2023: Lupin (Fernsehserie, 4 Folgen)
- 2021: Les promesses
- 2021: Apatrides (Kurzfilm)
- 2021: Nachsaison (Basse Saison)
- 2022: Peter von Kant
- 2023: Premier mercredi du mois (Kurzfilm)
- 2023: Making Of
- 2024: Drone
- 2024: Jouer avec le feu
- 2025: Andor (Fernsehserie)